# Висмутид трипалладия
Висмутид трипалладия — бинарное неорганическое соединение
палладия и висмута
с формулой Pd3Bi,
кристаллы.

## Получение
- Сплавление стехиометрических количеств чистых веществ:

{\displaystyle {\mathsf {3Pd+Bi\ {\xrightarrow {935^{o}C}}\ Pd_{3}Bi}}}

## Физические свойства
Висмутид трипалладия образует кристаллы
ромбической сингонии,
пространственная группа P mma,
параметры ячейки a = 0,9393 нм, b = 0,5752 нм, c = 0,4954 нм, Z = 4.
При температуре ~800 °С происходит переход в фазу β-Pd3Bi.
Соединение образуется по перитектической реакции при 935 °С и имеет область гомогенности ±1 ат.% палладия.

## Химические свойства
- Разлагается при нагревании:

{\displaystyle {\mathsf {Pd_{3}Bi\ {\xrightarrow {>935^{o}C}}\ 3Pd+Bi}}}

## Применение
- Катализатор в органическом синтезе[3].